# Ye Guangfu
Ye Guangfu (Chinees: 叶光富, hanyu pinyin: Yè Guāngfù) (Chengdu, 1 september 1980) is een Chinees ruimtevaarder. Hij werd in 2010 geselecteerd door de China National Space Administration.
Ye's enige missie is Shenzhou 13 met een Lange Mars 2F-draagraket en vond plaats op 15 oktober 2021. Het was de tweede bemande vlucht naar het nieuwste Chinees ruimtestation Tiangong.
Op 26 december 2021 heeft Ye Guanfu als onderdeel van de Shenzhou-13 bemanning zijn eerste ruimtewandeling uitgevoerd.